# دنبان طويل الأهلاب
دنبان طويل الأهلاب (الاسم العلمي:Brachypodium longiaristatum) هو نوع غير مؤكد من النباتات يتبع جنس الدنبان من الفصيلة النجيلية.